# Jim Druckenmiller
James David Druckenmiller Jr., detto Jim (Allentown, 19 settembre 1972), è un ex giocatore di football americano statunitense che ha giocato nel ruolo di quarterback nella National Football League (NFL). Fu scelto nel corso del primo giro (26º assoluto) del Draft NFL 1997 dai San Francisco 49ers. Al college giocò a football alla Virginia Polytechnic Institute and State University.

## Carriera professionistica
Druckenmiller fu scelto nel primo giro come ventiseiesimo assoluto del Draft 1997 dai San Francisco 49ers, i quali intendevano farlo crescere come successore di Steve Young; dopo il draft, l'allenatore dei 49ers Steve Mariucci commentò riguardo a Druckenmiller: "Mi piace pensare che sia il nostro quarterback del futuro". A causa di un infortunio alla mano di Young, Mariucci decise di fare partire come titolare Druckenmiller nella gara della settimana 2 (2 settembre 1997) contro i St. Louis Rams. Anche se i 49ers vinsero 15-12, Druckenmiller completò solo 10 passaggi su 27 tentativi per 102 yard, con un passaggio da touchdown e tre intercetti subiti. Nel quarto periodo, Druckenmiller mancò tutti i cinque passaggi tentati, subendo un intercetto e rischiandone altri due. Successivamente giocò altre tre gare, mai come titolare, terminando la sua stagione da rookie con 21 passaggi completati su 52, un touchdown e quattro intercetti.
Nella stagione 1998, Druckenmiller disputò solo due gare: nella settimana 2 contro i Washington Redskins e nella settimana 6 contro i New Orleans Saints.
Il 6 settembre 1999, i 49ers scambiarono Druckenmiller coi Miami Dolphins. Con essi non giocò mai nella stagionale regolare, venendo svincolato nell'agosto 2000.
Nel 2008, ESPN nominò il giocatore l'undicesima peggiore scelta nel draft dal 1970.

## Statistiche
| Yard passate      | 239  |
| Touchdown         | 1    |
| Intercetti subiti | 4    |
| Passer rating     | 29,2 |